# イーグル・ベイ
有限会社イーグル・ベイは、日本の芸能事務所である。EAGLEBAYとも表記する。

## 概要
2000年（平成12年）4月6日設立。タレント、フリーアナウンサー、リポーター、ナレーター、文化人のマネージメントを専門に扱う傍ら、テレビ・ラジオ番組の制作やイベントプロデュースなども手掛ける。
キャスト・プラスとは業務委託関係にある。

## 所属者
（）内の肩書は、事務所公式サイトでの紹介内容に準拠。

### 男性
- 小西克哉（国際ジャーナリスト、国際教養大学大学院客員教授）
- 小森谷徹（タレント、新聞マイスター）
- 島村幸男（ラジオパーソナリティ、ナレーター、農業家）
- 高島保（ナレーター、DJ）
- 古内義明（スポーツジャーナリスト、MLBアナリスト）
- 芳田マサヒロ（筆跡仕事人、ラジオパーソナリティ）

### 女性
- 川口由貴絵　(アナウンサー、ワンマンDJ)
- 有宗麻莉子（タレント）
- 上野万梨子（料理家）
- 江口桃子（アナウンサー）
- 久里千春（タレント、女優）
- 竹田のり子（アナウンサー、ティーインストラクター）
- だんだあつこ（あくび体操考案者）
- 外川智恵（アナウンサー、大正大学准教授）
- 三須亜希子（アナウンサー）
- 宮本智恵（アナウンサー）

## 過去の所属者

### 男性
- 伍代参平[2]
- 三遊亭亜郎[3]
- シモシモ[2]
- 橘しんご[2]
- 渡辺實[2]

### 女性
- 安藤和美[3]
- 伊藤すみれ
- 宇野なおみ[3]
- 大原裕美
- 柿本陽子[2]
- 夏目真紀子
- 北島美穂
- 小見山直子[2]
- 佐藤茜
- 鈴木若菜[2]
- 高原由香子
- 遠山瑞江[4]
- とまこ[3]
- 中野佳苗[4]
- 中村理恵
- 原ゆう子
- 帆足由美
- 本間美咲
- 三木よしえ → 大田よしえ
- 森麻緒
- 八木美香
- 山口智子[3] - 女優の山口智子とは同姓同名の別人。
- 龍智子[2]